# اونی-سور-ادون
اونی-سور-ادون (به فرانسوی: Aunay-sur-Odon) یک کمون در فرانسه است که در Canton of Aunay-sur-Odon واقع شده‌است.

## خصوصیات
اونی-سور-ادون ۱۲٫۷۴ کیلومترمربع مساحت و ۳٬۰۹۹ نفر جمعیت دارد و ۱۲۳ متر بالاتر از سطح دریا واقع شده‌است.

## خواهرخوانده
شهرهای هولسوورتی، دوون و Mömbris خواهرخوانده‌های اونی-سور-ادون هستند.